# 이국헌 (1936년)
이국헌(1936년 12월 17일~)은 대한민국의 정치인이다. 제15대 국회의원을 지냈다.

## 학력
- 분향국민학교 (졸업)
- 비아중학교 (졸업)
- 광주숭일고등학교 (졸업)
- 고려대학교 법과대학 (법학과 / 졸업)
- 고려대학교 대학원 (정치외교학 / 석사)

## 역대 선거 결과
|  | 20.41% |

|  | 21.08% |

|  | 32.90% |

|  | 41.02% |

|  | 39.09% |

|  | 5.36% |